# 조너선 에드워즈 (신학자)

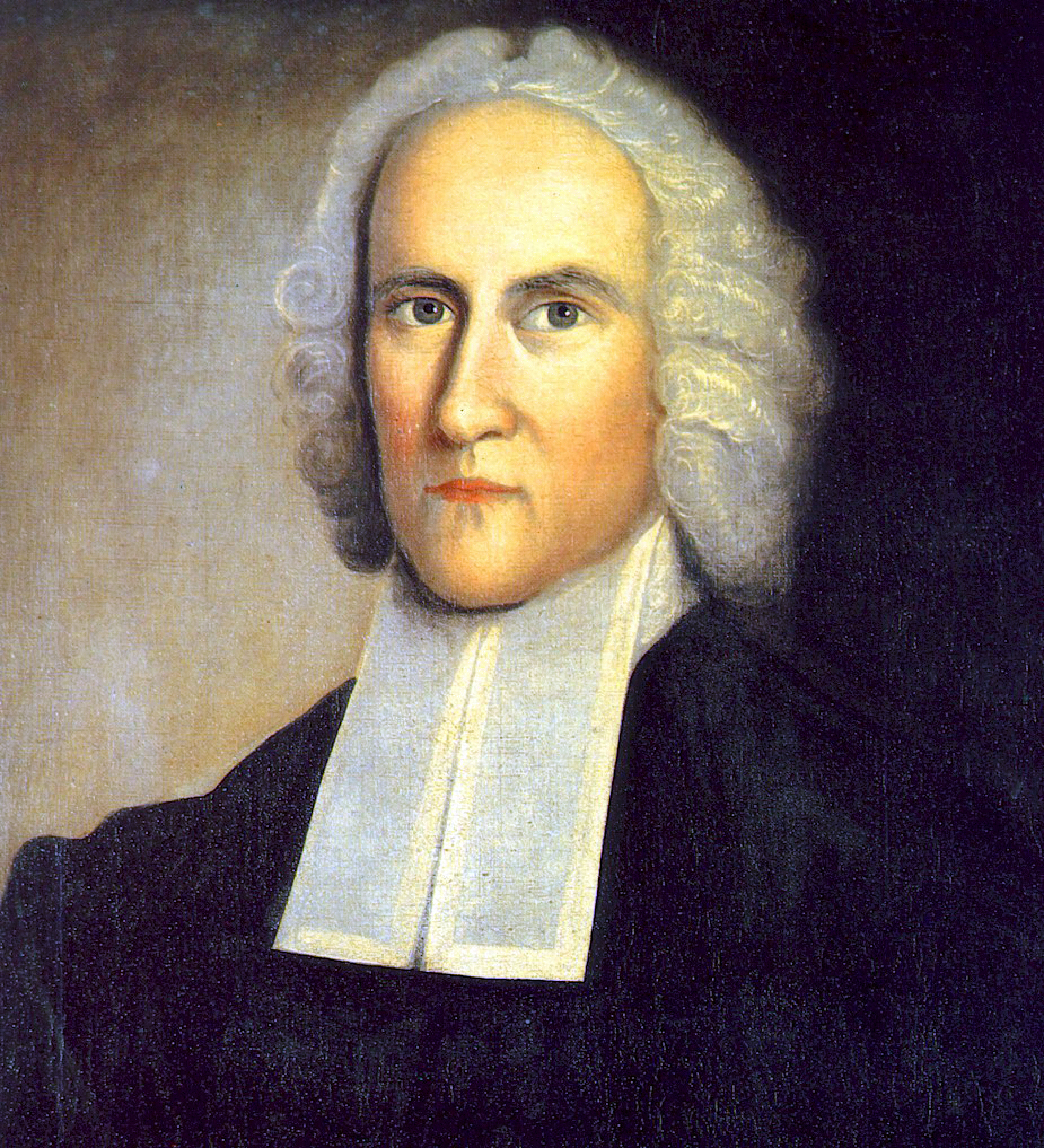
조나단 에드워즈

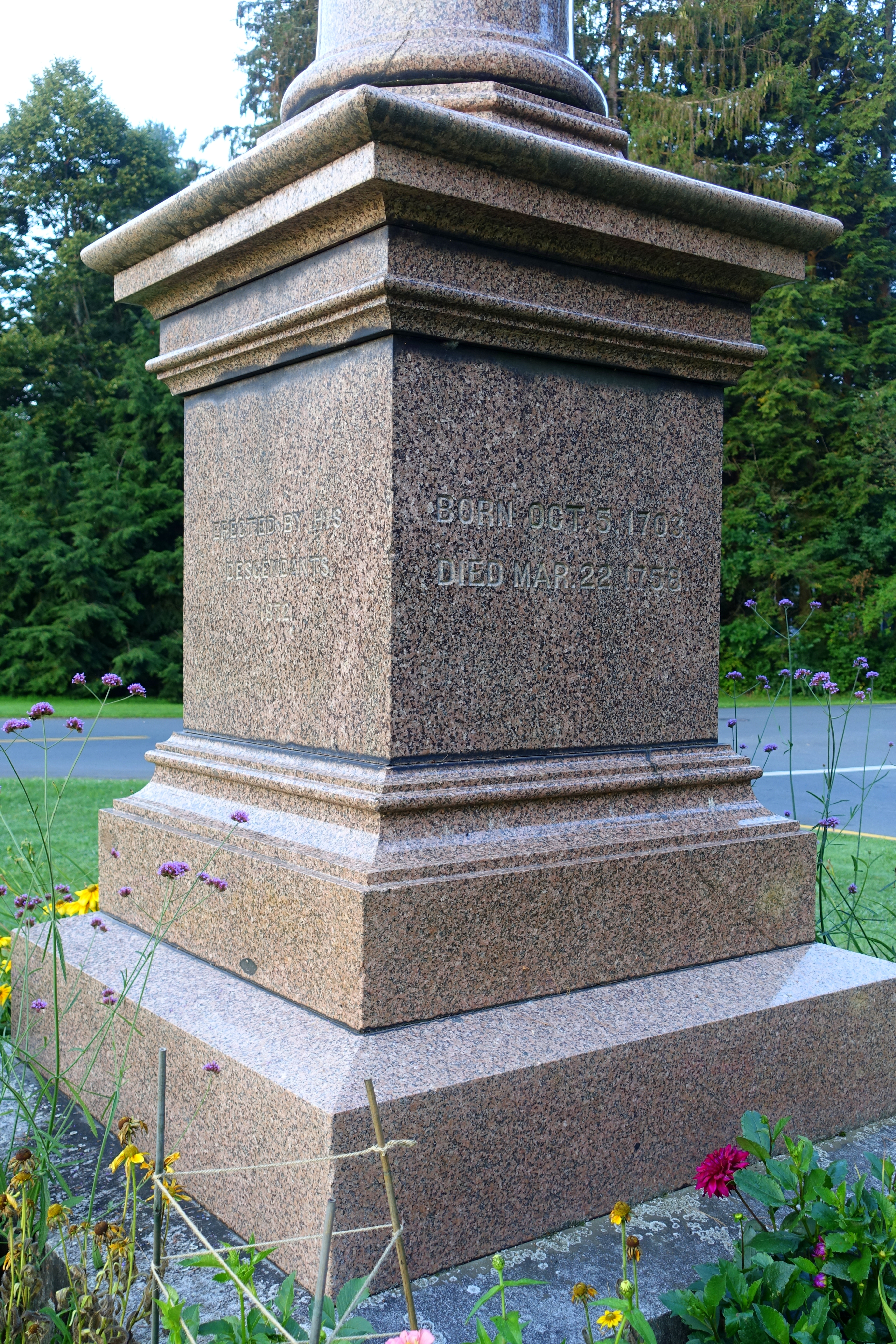
스톡브리지 기념비

 조나단 에드워즈(Jonathan Edwards, 1703년 10월 5일 – 1758년 3월 22일)는 미국 식민지 시대의 청교도 특히 회중 교회 목사, 칼빈주의 신학자, 원주민 선교사이다. 에드워즈는 "미국 역사에서 가장 중요하고 독창적인 철학적 신학자로 널리 인정되고 있다."
 미국 3대 부통령을 지낸 에런 버의 외할아버지였다.
매우 다양한 분야에 관한 저술을 남겼으나, 주로 개혁주의 신학과 신학적 결정론의 이론적 바탕, 청교도 전통에 관한 저작들로 주로 알려져 있다. 1737년에 발간된 '하나님의 영의 놀라운 일에 대한 이야기'(또는 놀라운 부흥이야기)는 존 웨슬리에게 영감을 주기도 하였다. '고 데이비드 브레이너드의 생애'라는 제목의 책은 복음선교사 윌리엄 캐리가 제2의 성경이라고 할 정도로 그에게 영향을 미쳤다.
그의 유명한 설교인 "진노하시는 하나님의 손안에 있는 죄인"은 대각성 운동의 시발점으로 인정되고 있다. 에드워즈에 관한 최근 연구 동향은 에드워즈의 신학 기저에서 중요한 위치를 차지하고 있는 미학, 조화, 윤리적 적합성, 그리고 대각성 운동 등을 중심으로 연구하는 것이다. 그는 1758년 1월 뉴저지 대학교 (College of New Jersey, 지금의 프린스턴 대학교)의 총장이 되었으나 천연두 예방 인두법 시술의 부작용으로 3월 22일 사망하였다.
그의 딸 에스더 에드워즈(Esther Edwards)의 아들이 미국 부통령을 지낸 에런 버 주니어(Aaron Burr. Jr, 1756 - 1836)이다.
그는 1758년에 제 3대 뉴져지 대학교(현 프린스턴 대학교)의 총장으로 부임하여 2개월 동안 재직 중, 천연두 백신의 부작용으로 사망하였다.

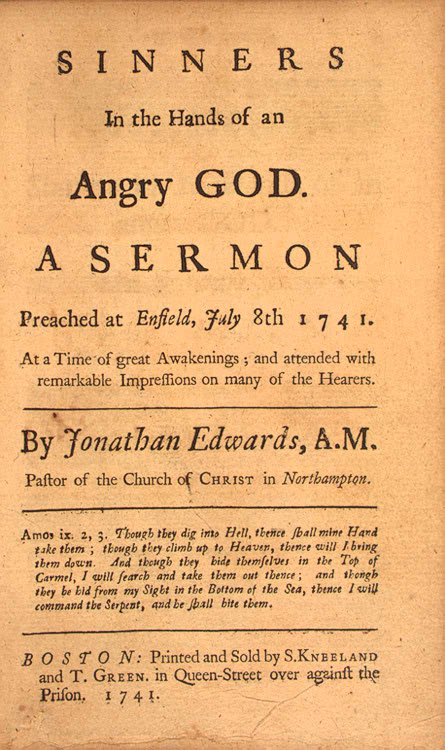
진노한 하나님의 손 안에 있는 죄인 설교문

## 교육
조나단 에드워즈는 1703년 10월 5일에 디모데 에드워즈와 솔로몬 스토다드의 딸인 에스더 스토다드의 슬하의 11명 중 다섯째로 태어났다. 어린 시절 교육은 부모님과 누나들에게 받았다. 에드워즈는 1716년에 예일 대학교에 입학했다. 이때 겨우 13살이 되던 해였다. 대학 시절 에드워즈는 문학, 문법, 수사학, 논리학, 고대사, 산수, 기하, 형이상학, 윤리학, 자연과학 등을 배웠으며, 성경을 원어로 읽기 위해, 또한 이와 동시에 고대 그리스 문학과 철학서를 읽기위해 고대 그리스어와 히브리어를 공부하였다. 거기서 그는 철학과 자연 역사에 관심을 기울였다. 그 뿐 아니라  과학도 그가 좋아하는 주제 중 하나였다. 그러나 그 당시 과학은 이신론 (deism)으로 흐르는 경향을 가지고 있었는데 에드워즈는 반대로 자연으로부터 하나님의 정교한 디자인과 아름다움을 깨닫게 된다.
1720년 에드워즈는 수석으로 학사 학위를 취득하였으며, 졸업식에서는 고별사를 낭독했다. 대학 졸업 이후 에드워즈는 문학 석사(M. A.)과정에서 신학을 더 공부하기 위해서 예일 대학교에 2년 동안 더 머물렀다. 또한 석사과정 중에《존재에 대하여 of Being》의 집필을 시작했다. 그가 뉴잉글랜드 청교도식의 회심을 체험했을 때는 예일 대학교 석사 과정 2년차였던 1721년이었다.

## 사역
1727년 매사츄세츠 노샘프턴에서 조부 솔로몬 스토다드의 보조 목회자로 안수를 받았다.
1728년 솔로몬 스토다드 사망 후 단독 목회를 시작하였다.
1734-1735년 1차 부흥(밸리계곡의 부흥)이 일어남.
1740-1742년 2차 부흥(the First Great Awakening)이 일어남
1746년 '신앙 감정론' 출판됨.
1749년 '고 데이비드 브레이너드 의 생애 이야기'가 출판됨.
1750년 투표결과 230대 23으로 교회에서 나가는 것으로 결정되었다. 인디언 마을이 있는 스톡브릿지로 감. 
1754년 의지의 자유 초판 출판됨.
1754-1755 '하나님의 천지창조 목적', '참된 덕의 본질' 집필.
1756년 '기독교의 중대한 원죄 교리에 대한 변호' 집필 시작.
1758년 뉴저지 대학 총장으로 감.
1758년 초 '원죄' 출판됨.
1758년 3월 천연두 시술의 부작용으로 사망함.

### 노샘프턴 교회에서 사임하게 된 경위
에드워즈는 대각성 이후에 교회 안에서 구원받지 못한 자를 가시적인 징표로 구분해 내고자 교회 회원의 자격을 강화시켰으나 당시 교인들은 솔로몬 스토다드나 찰스 촌시의 가르침 대로, 가시적교회와 비가시적 교회의 구분을 사랑으로 접근해야 함을 따랐다. 그 결과, 에드워즈는 압도적인 표 차이로 사임을 해야 했고, 결국 교회를 떠나게 되었다.

## 신학
언약신학을 믿어 반쪽언약(Halfway Covenant)을 반대하였다. 성찬에 참여자의 철저한 자격요건들을 주장하였고, 학습준비 교육이 아닌 부모의 신앙과 세례, 자신의 신앙고백, 가시적 회심을 요구하였다. 
'사람이 천국에 갈 수 있는 자격과 권한은 위대한 신적 감화를 통해 단번에 엄청난 변화를 받음으로써 얻는 것이지 사람들이 자신의 노력을 행사함으로써 이루어진다고 생각하는 점진적 변화에 의한 것이 아닙니다.' (전집 2권, 557)

### 하나님의 창조의 목적
16세기에서 18세기 기간동안에 개혁주의 전통에서는 '창조의 목적'에 대해서 관심있게 다룬 자가 없었지만, 오히려 로마 가톨릭 진영에서 다룬 문헌이 있다.
에드워즈는 하나님의 영광에 대해 내적영광과 외적영광으로 구별하면서 그들의 연속성에 대하여 논하였다.
에드워즈는 하나님이 만물을 창조한 것이  그 분 본질 자체를 시공간에 투사(diffusion)하였다고 설명하였다. 페리 밀러는 에드워즈의 설명이 범신론과 신비주의로 전환되는 시발점을 가져왔다고 분석하였다.  

### 정의사회에 대한 견해
조지 마즈든은 에드워즈가 존 윈스럽의 산상설교인 '그리스도인의 자선의 모델'의 견해와 거의 유사했다고 한다. 하나님은 사랑의 법으로 함께 결속되는 국가의 통치원리로 계급 질서를 제정하셨다는 것이다. 1743년 그는 교인들이 매주일 예배 후 가난한 자들을 위해 기부금을 모으도록 했다.(마즈든 445쪽)

### 도덕철학에 대한 견해
노먼 피어링은 에드워즈가 새뮤얼 클러크, 제3대 섀프츠베리 백작 앤서니 애슐리쿠퍼, 프랜시스 허치슨에 의한 도덕철학의 영향을 다시 칼뱅주의 신학으로 되돌리는 데에 심혈을 기울였다고 주장하였다. 특히, 원죄교리에 대한 접근에서 칼뱅주의의 전적타락교리를 옹호하였고, 자유의지에 대하여도 인간의 타락한 상태를 변호하였다.

### 의지의 자유
에드워즈의 작품 중에 가장 교리적인 함축성을 갖고 있는 작품으로 아르미니우스주의에 대한 반박으로 칼뱅주의의 의지교리를 연구한 역사적으로 많은 영향을 미쳤다. 특히, 도르트 신조를 반영하며 TULIP(칼뱅주의 5대교리)을 이 논문의 마지막 결론으로 맺는다. (정부홍 편역, 자유의지 43쪽) 마즈든은 이 의지의 자유를 의지에 대한 칼빈주의 신학의 대표작이라고 평하였다. 잉글랜드의 대표적인 아르미니우스주의자는 토마스 처브, 다니엘 휘트비. 아이작 와츠, 존 테일러가 있었다.
1757년 존 어스킨은 에드워즈에게 편지를 보내 의지의 자유가 스코틀랜드 철학자인 헨리 홈 케임스 경의 견해를 지지하는 데 사용되었다고 설명하였는 데, 이에 대해 에드워즈는 편지를 통해 자신이 케임스 경과의 다른 점을 지적했다.(조지 마즈든의 평전 644쪽)

### 성령론
존 오언의 성령론은 에드워즈에게 영향을 주었는 데, 그것은 중생에 있어서 성령의 즉각적인 대사(Agency)인 점이다.(William Clagett)

### 사회 정의에 대해
팀 켈러는 그의 저서 <정의란 무엇인가>에서 에드워즈의 저서인 <The Duty of Charity to the Poor>를 언급하면서, 가난한 자를 돕는 것이 성경의 가르침 중에 매우 강력한 어조로 되어 있다는 부분을 발췌하였다. 그는 에드워즈의 신학의 지평을 단순히 교리적 날카로움과 개인 구원에만 그치지 않고 사회정의에도 관심이 있었다는 것으로 해석하였다. 켈러는 에드워즈가 교회의 구제사역이 전통적 성경교리와 구별되지 않고, 서로 맞물려 있다는 언급을 하면서, 현대 교회에 이런 현상이 없는 것을 지적하였다. 또한 그의 책 부록에서 에드워즈가 사용한 단어가 사랑 또는 자비(charity)이며 정의가 아닌 점을 언급하며 에드워즈는 정의보다 더 큰 의미였다는 것도 언급하였다.

### 크리스천의 삶
R. 스콧 클라크는 에드워즈의 크리스쳔의 삶에 대한 관점이 보다 승리주의(triumphalist)에 사로잡혀 있다고 비판하였다. 그는 에드워즈가 사용한 용어들이 주관적, 경험적, 덜 교회적이라고 하며, 이런 그의 관점이 그 후대에 가서 복음의 공적 선포를 약화시키는 결과를 가져왔다고 주장한다. 그것은 종교적 경험(부흥주의적)이 부흥주의자들에 의해 개혁주의 경건을 구성하는 원칙으로 자리잡게 된 실수였다고 주장한다.

## 에드워즈에게 영향을 끼친 인물들
에드워즈는 예일 대학교 재학시에는 존 로크의 영향을 받으나, 후에는 제3대 섀프츠베리 백작 앤서니 애슐리쿠퍼와 프랜시스 허치슨의 영향을 받았다.
로크의 '인간 지성론으로부터 가장 영향을 받았다고 새뮤얼 홉킨스는 전하고 있다.
조지 마즈든은 그의 평전에서 에드워즈의 언어와 범주가 프랜시스 허치슨과 매우 흡사하다고 한다. 그 이유는 18세기에 유행한 화법을 그대로 따라썼기 때문이다. 에드워즈의 글에는 영적인 감각이 아름다움에 대한 감각과 유사하다고 설명하였다.( 평전 674) 이것이 신앙감정론에 설명되어 있다. 하지만 에드워즈는 주로 중생한 자와 중생하지 않은자에 대한 구분으로 참된 영적인 감각을 정의했다. 즉, 두 사람의 견해는 전혀 다른 방향을 가졌고, 영향력도 다르게 미쳤다.
또한 에드워즈는 데이빗 흄의 책인 '인간의 이해에 관한 질문 중 자유와 필연'을 읽었다고 존 어스킨에 쓴 편지에서 고백하였다. 폴램지는 현대적 개념의 발전에서 에드워즈와 존 로크의 관계는 데이빗 흄과 존로크의 관계와 같다고 묘사하였다.( 의지의 자유, 서문 39쪽)
그 뿐만 아니라, 피어링은 사무엘 클라크, 윌리엄 울러스턴, 조셉 버틀러도 영향을 끼쳤다고 보고 있다.
신학적으로 영향을 끼친 인물은 페트루스 판 마스트리흐트가 있는데, 에드워즈는 그의 책이 프란시스 튜레틴보다 더 낫다고 평가했다.

### 에드워즈가 참고한 서적들[14]
존 스미스박사는 그가 편집한 <신앙감정론>에서 에드워즈에게 영향을 끼쳤던 저작들을 열거하였다.

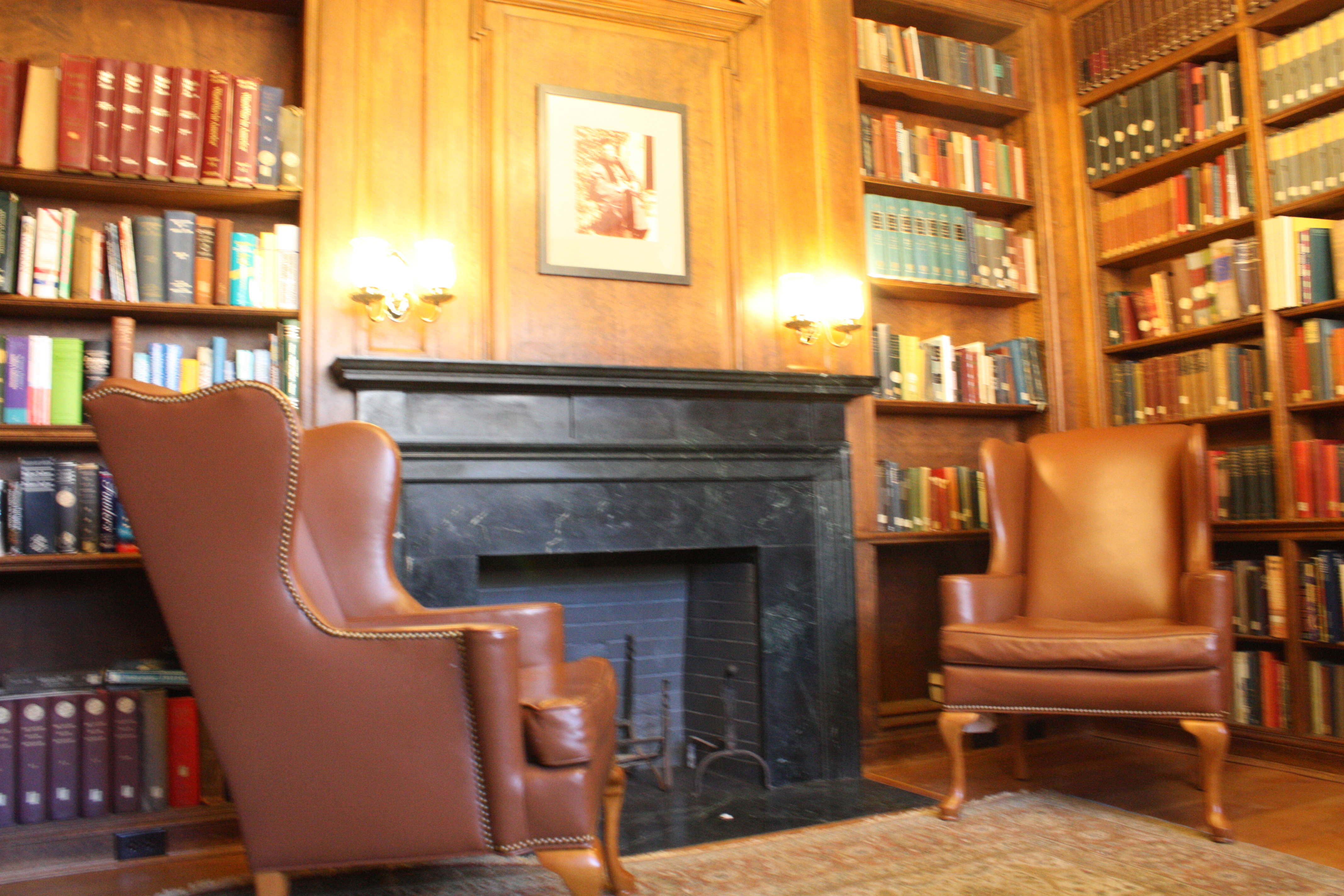
에드워즈의 공부방

- 토머스 셰퍼드 (1605년)의 < 열 처녀의 비유 >
- 솔로몬 스토다드의 < 회심론 >
- 존 플라벨의 < 영적인 농부생활 > , < 성만찬에 대한 묵상 >, <신실함의 시금석 >, < 고난을 대비함 >, <정신적 오류의 원인과 치료>
- 존 프레스톤의 < 바울의 회심에 대한 논증 >, < 그리스도의 신적인 사랑에 대한 논증 >, <교회의 태도>
- 존 칼빈의 < 기독교 강요 >
- 윌리암 퍼킨스의 < 사람이 저주의 상태에 있는지 아니면 은총의 상태에 있는지에 대한 선언의 논증 >
- 존 스미스 (목회자)의 < 강론 선집>, <선지서 강해 >, <참된 신앙의 탁월함과 고상함 >
- 필립 도드리지의 <가정 성경강해>
- 윌리엄 에임스의 < 신학의 정수 >, < 양심의 문제들 >
- 존 오언의 < 성령론 >
- 리차드 십스의 < 상한갈대와 꺼져가는 심지>
- 데오필루스 게일의 <이방인의 법정>
- 앤토니 버제스의 < 원죄론 >
- 새뮤얼 루더포드의 < 군주의 법( Lex Rex) >, < 영적 적그리스도의 개관 >
- 프란시스 튜레틴의 <논증신학 강요>
- 제레마이어 존스의 <신약성경의 정경적 권위>

## 에드워즈의 주변인물들
- 티모시 드와이트
- 코튼 매더
- 인크리스 매더
- 에런 버
- 라이먼 비쳐
- 조셉 벨러미
- 솔로몬 스토다드
- 존 어스킨
- 스티븐 윌리엄스
- 일라이셔 윌리엄스
- 사무엘 존슨
- 길버트 테넌트
- 찰스 촌시
- 사무엘 홉킨스
- 데이비드 브레이너드 : 에드워즈의 둘째 딸 제루샤의 약혼자
- 새뮤얼 데이비스

## 평가
에드워즈에 대한 평가는 긍정적 평가와 부정적 평가로 나뉜다.

### 긍정적 평가
- 찰스 핫지는 에드워즈의 원죄론에 대해 경의를 표할 정도로 찬사했다. 특히, 아담의 죄로 인한 죄의 인가교리는 에드워즈의 글을 많은 부분 인용하였다. (에드워즈의 신학, 맥더못, 627쪽)
- 벤저민 워필드는 에드워즈에 대해 그의 완벽함에 대해서 "표준적 칼뱅주의자"라고 평가했다.
- 폴 헬름은 리처드 멀러의 평가에 대하여 그의 주장은 과장되며, 에드워즈가 자신에 대한 비판에 대하여 반박한 것이 아니라고 주장했다.

### 부정적 평가
- 아치발드 알렉산더는 에드워즈의 감정체험에 대해 반감을 표시했다. 또한 에드워즈의 참된 미덕에 대해서도 인간의 행복에 대한 실용적인 해석이라고 비판하였다. 찰스 핫지도 에드워즈의 참된 미덕이 존재자체를 사랑하는 것이라고 한 부분에 대해서는 비성경적이라고 비판하였다. 또한 에드워즈의 근본적인 문제는 형이상학을 지나치게 의존한 것이라며 오직 성경에만 의존해야 한다고 주장하였다. 또한, 핫지는 에드워즈의 원죄교리와 연속적인 창조에 대하여 비판하였는 데, 연속적인 창조는 우주에 창조된 물질이 있어서는 안되며 오직 하나님만이 우주만물에 유일한 물질이라며, 결국 이 교리는 결론적으로 범신론적이라고 비판하였다.[15]
- 리처드 멀러는 에드워즈의 의지의 자유에 대하여 개혁주의 전통에서 유래한 것이 아닌, 토머스 홉스의 결정론에서 나왔다고 주장한다. 또는 조지프 프리스틀리의 예를 들어 그의 견해를 증명한다.[16] 또한 에드워즈의 반대자들을 개혁파의 중심에 선 인물로 보고, 에드워즈가 개혁주의 노선에서 이탈했다고 주장한다.

## 에드워즈 연구가

### 해외 연구가
- 페리 밀러 : 전기
- 조지 마즈든 : 전기
- 이안 머레이 : 전기
- 존 거스트너 : 신학연구
- 마이클 맥클린몬드. 제럴드 맥더못 : 신학연구
- 콘라드 체리: 언약신학 연구, 뉴잉글랜드 신학
- 더글라스 스위니:에드워즈 후손연구
- 노만 피어링: 도덕 철학관련 연구
- 리처드 멀러 : 의지의 자유연구
- 알렌 구엘소: 자유의지에 대한 연구

### 국내 연구가
- 이상현 (프린스턴 신학교 한경직 석좌교수) : "The Concept of Habit in the Thought of Jonathan Edwards"(Ph. D. diss., Harvard University, 1972)
- 장경철 (서울여자대학교 기독학과 교수) : "The Logic of Glorification: The Destiny of the Saints on the Eschatology of Jonathan Edwards"(Ph. D. diss., Princeton Theological Seminary, 1994)
- 김성광 (강남교회 담임목사) : "조나단 에드워즈의 영성신학" (Ph. D. 논문, 연세대학교, 2000)
- 표재근 (목사) : "조나단 에드워즈의 성향 사상 연구" (Ph. D. 논문, 호서대학교, 2002)
- 강웅산 (총신대학교 조직신학 교수) : "Justified by Faith in Christ: Jonathan Edwards' Doctrine of Justification in Light of Union with Christ" (Ph. D. diss., Westminster Theological Seminary, 2003)
- 노병기 (목사) : "조나단 에드워즈의 중생론-칼빈 웨슬리의 신학 사상과 관련하여“ (Ph. D. 논문, 연세대학교, 2003)
- 김유준 (은진교회 담임목사, 연세대학교 /한신대학교 교회사 겸임교수) : "조나단 에드워즈의 삼위일체론 연구" (Ph.D. 논문, 연세대학교, 2008)
- 이상웅 (총신대학교 조직신학 교수) : "조나단 에드워즈의 성령론” (Ph. D. 논문, 총신대학교, 2008)

- 정부홍 (예일대 조나단 에드워즈 센터 상임연구원) 자유의지, 놀라운 회심 이야기, 이신칭의 편역 및 연구, 에드워즈 대학 총장[17]

## 1차 자료
에드워즈의 저작들은 거의 대부분 예일 대학에서 운영하는 조나단 에드워즈 센터 (Jonathan Edwards Center) 사이트에서 열람 가능하다.
에드워즈 전집 프로젝트는 1950년대 페리 밀러에 의해 시작되어 현재 완성되었다.
- 조나단 에드워즈 저, 정성욱 역, 조나단 에드워즈 전집 1권: 신앙 감정론 (서울: 부흥과개혁사, 2005)
- 조나단 에드워즈 저 김찬영 역, 조나단 에드워즈 전집 2권, 의지의 자유 (서울: 부흥과개혁사, 2016)
- 조나단 에드워즈 저, 김귀탁 역, 조나단 에드워즈 전집 3권: 구속사 (서울: 부흥과개혁사, 2005)
- 조나단 에드워즈 저, 양낙흥 역, 조나단 에드워즈 전집 7권: 부흥론 (서울: 부흥과개혁사, 2005)
- 조나단 에드워즈 저, 정부홍 편역, 자유의지 (서울: 새물결플러스, 2017)
- 조나단 에드워즈 저, 정부홍 편역, 이신칭의 (서울: 그리심도서출판, 2019)
- Charity and its Fruits.
- Christian Charity or The Duty of Charity to the Poor, Explained and Enforced. 1732. online text at Bible Bulletin Board
- Concerning the End for Which God Created The World.
- Contains Freedom of the Will and Dissertation on Virtue, slightly modified for easier reading.
- Distinguishing Marks of a Work of the Spirit of God.
- A Divine and Supernatural Light, Immediately Imparted to the Soul by the Spirit of God. (1734)
- A Faithful Narrative of the Surprising Work of God
- Freedom of the Will.
- A History of the Work of Redemption including a View of Church History
- The Life and Diary of David Brainerd, Missionary to the Indians.
- The Nature of True Virtue.
- Some Thoughts Concerning the Present Revival in New England and the Way it Ought to be Acknowledged and Promoted.
- A Treatise Concerning Religious Affections.
- Great Christian Doctrine of Original Sin Defended (1758) : 존 테일러의 원죄교리에 대한 반박을 목적으로 함.

## 2차 자료
- 강웅산. “조나단 에드워즈의 의의 전가의 교리.”「한국개혁신학」 17 (2005): 105-131.
- 강웅산. “조나단 에드워즈의 칭의론의 방법론적 분석.”「성경과 신학」 66 (2013): 157-188.
- 김유준. "에드워즈의 성향(habitus) 개념으로 본 민경배의 역사방법론." 「한국기독교신학논총」 102 (2016): 75-103.
- 김유준. "이양호 교수의 조나단 에드워즈 연구." 「신학논단」 83 (2016): 37-66.
- 김유준. "삼위일체 하나님의 각 위격에 대한 에드워즈의 이해." 「교회사학」 14 (2015): 285-317.
- 김유준. "아우구스티누스와 조나단 에드워즈의 삼위일체론 비교 연구." 「한국교회사학회지」 37 (2014): 207-239.
- 김유준. "에드워즈의 내재적 삼위일체론과 경륜적 삼위일체론." 「교회사학」12 (2013): 173-191.
- 김유준. "삼위일체 하나님의 속성과 동등성에 관한 에드워즈의 이해." 「기독교신학논총」 80 (2012): 157-176.

- 박재은. "조나단 에드워즈의 속죄론: 스티븐 웨스트의 속죄론과 비교해 본 에드워즈의 객관적, 주관적 속죄 측면 사이의 균형." 「개혁논총」33 (2015): 75-115.
- 윤영휘. "조나단 에드워즈의 노예제에 대한 시각 고찰, 1730-1780." 「미국사연구」38 (2013): 1-40.
- 이문균. "조나단 에드워즈의 아름다움에 대한 이해와 그 목회적 함의." 「한국기독교신학논총」65 (2009): 135-157.
- 이상웅. "조나단 에드워즈의 삼위일체론적인 성령론." 「한국개혁신학」25 (2009): 179-206.
- 이진락, "조나단 에드워즈의 신학에 나타난 철학적 요소들." 「한국개혁신학」43 (2014): 108-129
- 조현진. “조나단 에드워즈의‘성향적 구원론’연구.”「한국개혁신학」 30 (2011): 128-153.
- Samuel Hopkins, The Life and Character of the Late Reverend Mr. Jonathan Edwards (Boston 1765)
- Dwight, Sereno E., The Life of Jonathan Edwards, in the works of President Edwards (10 vols. New York, 1829)
- Miller, Perry., Jonathan Edwards (1949)
- Gerstner, John H. The Rational Biblical Theology of Jonathan Edwards 3 vols. (Ligonier Ministries, 1993).
- _________. Jonathan Edwards: A Mini-Theology (Wheaton: Tyndale, 1987).
- Holmes, Stephen R. God of Grace, God of Glory: The Theology of Jonathan Edwards (Grand Rapids, Eerdmans, 2001)
- Jenson, Robert W. America's Theologian: A Recommendation of Jonathan Edwards (Oxford: Oxford University Press, 1992).
- Lee, Sang Hyun. The Philosophical Theology of Jonathan Edwards (Princeton: Princeton University Press, 1988).
- Lee, Sang Hyun and Allen C. Guelzo, Edwards in Our Time: Jonathan Edwards and the Shaping of American Religion ( Eerdmans Pub Co, 1999)
- Marsden, George M. Jonathan Edwards: A Life (New Haven: Yale University Press, 2003).
- Marsden, George M, A Short Life of Jonathan Edwards (Michigan: WB Eerdmans Publishing Co., 2008). 번역본: 부흥과 개혁사, 한동수 역, 2003
- Mclymond, Michael J and Mcdermott, Gerald J., The Theology of Jonathan Edwards, (Oxford Univ. 2012)

## 같이 보기
- 청교도
- 조지 휫필드
- 뉴잉글랜드신학
- 애런 버 : 외손자
- 애런 버 1세
- 에드워즈 전집 편집 위원회: 페리 밀러, 시드니 알스트롬, 롤런드 베이튼, 빈센트 대니얼스, 시드니 얼 마이드, 리처드 니부어 노먼 홈스 피어슨, 폴 램지, 존 스미스, 아모스 윌더